# Geum macrophyllum
El Geum macrophyllum es una planta herbácea perteneciente a la familia Rosaceae. Se encuentra en Norteamérica, al oeste en las Montañas Rocosas llegando hasta México donde crece a una altitud de más de 3300 m. s. n. m.

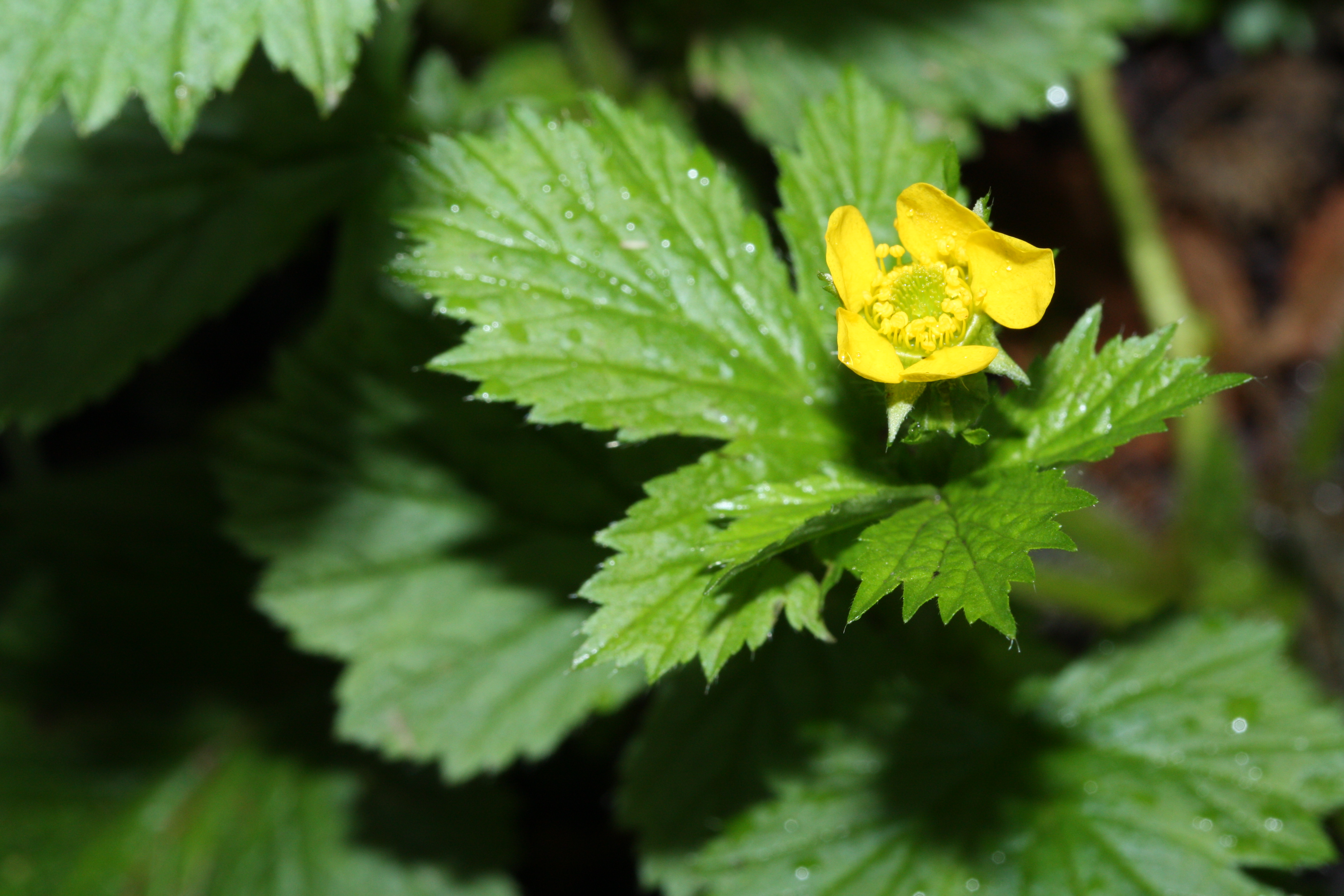
Vista de la planta

## Descripción
Es una planta con tallo que alcanza los 20-100 cm de altura con hojas de 10-45 cm de largo y con dos a cuatro lóbulos por lado y el terminal de 8-10 cm, son cordadas y reniformes con los márgenes irregularmente dentados. Las inflorescencias con pedicelos contienen de 3 a 10 flores cada una, de color amarillo con sépalos de 3-5 mm y pétalos de 3-7 mm. El fruto es un aquenio de 2-3'5 mm de largo.

## Taxonomía
Geum macrophyllum fue descrita por Carl Ludwig Willdenow y publicado en Enumeratio Plantarum Horti Botanici Berolinensis, . . . 1: 557, en el año 1809.
Etimología
Geum: nombre genérico que deriva del latín: gaeum(geum) = nombre de una planta, en Plinio el Viejo, con finas raíces negras y de buen olor, que se ha supuesto era la hierba de San Benito (Geum urbanum L.)
macrophyllum: epíteto latíno que significa "con hojas grandes".
Variedades
Existen dos variedades:
- Geum macrophyllum macrophyllum
- Geum macrophyllum perincisum